# 国際民間航空機関
国際民間航空機関（こくさいみんかんこうくうきかん、英語: International Civil Aviation Organization、略称: ICAO）は、国際連合経済社会理事会の専門機関の一つ。本部はカナダのモントリオールにある。略称は、日本語では「イカオ」や「アイカオ」と読まれることが多く、英語圏では「アイケイオウ」と読まれることが多いが、英語圏以外では「イカオ」という読みが一般的である。

## 概要
第二次世界大戦における民間機の発展に伴って1944年に締結された国際民間航空条約（通称シカゴ条約）に基づき、1947年4月4日に発足した。国際民間航空に関する原則と技術を開発・制定し、その健全な発達を目的とする。シカゴ条約批准国は自動的にICAOに加盟することになっており、2008年の時点で加盟国は190か国。日本は、1953年にシカゴ条約を批准するとともに、ICAOへと加盟した。
日本は1956年以降、理事国の一つとして活動を続けている。また、拠出金もアメリカ合衆国、中国についで多い額を払っている。
加えて、ICAOはシカゴ条約を批准する各国の運輸安全当局の準拠となる、航空機事故調査に関する条約を定めている。
ICAOは、署名国の中で国際的な権限を与えられている点が他の国際航空運送組織とは異なる。他の組織には、航空会社を代表する業界団体である国際航空運送協会（IATA）などが挙げられる。

## 組織
総会、理事会、事務局と、補助機関となる複数の委員会から構成される。
- 総会（発足当初は毎年開催されていたが、1954年の条約改正より3年ごととなった）
- 理事会（理事会の任期は3年で、総会で選出された33ヶ国の理事国で構成されている）
  - 航空委員会
  - 航空運送委員会
  - 不正妨害委員会
  - 財政委員会
  - 共同維持委員会
  - 技術協力委員会
  - 法律委員会
  - エドワード・ウォーナー賞委員会
  - 事務局
    - 地域事務所（メキシコ、ペルー、タイ、フランス、エジプト、セネガル、ケニア）

## 標準化・基準

### ICAO空港コード
ICAOが定める4桁の空港コードに基づき、空港を分類している。ただし、現在のところI、J、Q、XからはじまるICAO空港コードは存在しない。
ICAO空港コード
A - B - C - D - E - F - G - H - I - J - K (KA - KG - KN) - L - M - N - O - P - Q - R - S - T - U - V - W - X - Y - Z

### 「重要な安全性の懸念」の指定
ICAOの安全監査の基準に満たない国・地域について指定するもので、これに基づきアメリカ連邦航空局(FAA)や欧州連合(EU)は「重要な安全性の懸念」の指定により認定された地域や国への乗り入れや路線の新規開設、増便などを制限している。EU域内乗り入れ禁止航空会社の一覧参照

### ICAO標準航空英語試験
2008年3月以降、操縦士や管制官等は航空英語能力を証明することが要件となった。語学能力レベルは6段階で表され、実用レベル（レベル4）以上であることが必要である。実用レベル（レベル4）の証明の有効期間は3年である。
航空英語の言葉遣いについては国際民間航空条約第10付属書第2巻、航空業務手続－航空交通管理 (ICAO Doc.4444 PANS-ATM)に規定があり、具体的な手順について Radiotelephony Manual (ICAO Doc.9432)が発行されている。
また、「『Take-off』の語は離陸許可を発出または取り消すときにのみ使う」など、安全な管制のためのマニュアルがある。

### パスポート（旅券）
航空機を用いる場合に限らず、陸や海も含めどのような手段を用いた場合でも、国外に渡航する際に身分証明書としてパスポートが必須となるが、このパスポートの記載事項・体裁については、ICAOが発行するガイドライン文書に基づいて基本的な仕様が共通化されている。
近年、ICAOは、パスポートに生体認証のためのデータを電子的に埋め込んだバイオメトリック・パスポートの国際的な導入を推進しており、既に日本を含め多くの国で発行が進んでいる。このバイオメトリック・パスポートおよび読み取り装置の電子的仕様に関してもICAOが発行している文書ICAO Doc9303に基づいて仕様が共通化されている。

### 飛行場基準コード
運航が予想される航空機に適した空港の施設を提供するために、航空機と空港の特性に関する多くの規定との相互関係をわかりやすく提供することを目的として、滑走路の長さに基づくコード番号と航空機の翼幅に基づくコード文字が定められてる。また、航空機の主脚車輪の両最外側面の相互間の距離を外側主脚車輪間隔と呼び、これに基づいて滑走路や誘導路の設計や規格分けが行われている。
| コード番号 | 滑走路の長さ                                     |
| ---------- | ------------------------------------------------ |
| 1          | 800 m (2,625 ft) 未満                            |
| 2          | 800 m (2,625 ft) 以上 1,200 m (3,937 ft) 未満    |
| 3          | 1,200 m (3,937 ft) 以上 1,800 m (5,906 ft)} 未満 |
| 4          | 1,800 m (5,906 ft) 以上                          |

| コード文字 | 対象航空機の翼幅                          | 外側主脚車輪間隔       | Airbus            | Boeing           | その他                                          |
| ---------- | ----------------------------------------- | ---------------------- | ----------------- | ---------------- | ----------------------------------------------- |
| A          | 15 m (49.2 ft) 未満                       | < 4.5 m (14.8 ft)      |                   |                  | BN-2, Tecnam P2012, HondaJet                    |
| B          | 15 m (49.2 ft) 以上 24 m (78.7 ft) 未満   | 4.5–6 m (14.8–19.7 ft) |                   |                  | CRJ 100/200/700, ERJシリーズ, Saab 340, EMB 120 |
| C          | 24 m (78.7 ft) 以上 36 m (118.1 ft) 未満  | 6–9 m (19.7–29.5 ft)   | A220, A320 family | B717, B727, B737 | ATR 42/72, CRJ900/1000, DHC-8, E-Jetシリーズ    |
| D          | 36 m (118.1 ft) 以上 52 m (170.6 ft) 未満 | 9–14 m (29.5–45.9 ft)  | A300/A310         | B707, B757, B767 | DC-10/MD-11, IL-86, L-1011                      |
| E          | 52 m (170.6 ft) 以上 65 m (213.3 ft) 未満 | 9–14 m (29.5–45.9 ft)  | A330/A340, A350   | B747, B777, B787 | IL-96                                           |
| F          | 65 m (213.3 ft) 以上 80 m (262.5 ft) 未満 | 14–16 m (45.9–52.5 ft) | A380              | B747-8           | An-124                                          |

## 関連事象

### 日米合同委員会関連文書
ICAOが主催した「民軍協調セミナー／ワークショップ」で国土交通省が発表し、その後ICAO北京支部の関連ホームページで公開されていた資料に、日米双方の同意がなければ公開されないとされている日米合同委員会関連文書の内容が推察される情報が含まれており、当該情報は2015年に不開示の処分がなされている。